# 巴尔瑙尔
巴尔瑙尔（羅馬化：Barnaul）是俄罗斯城市，阿尔泰边疆区的首府。清代称巴尔纳廓。2021年人口為631,124人。建城于1730年。有不少工业，以及五所大学和许多其他学校、三十五間图书馆（藏书超过一百万册）、五座剧院及三間博物馆。

## 知名人物
- 谢尔盖·舒本科夫：2013年世界田径锦标赛110米栏铜牌以及2015年世界田径锦标赛110栏金牌得主[5]。
- 丽塔·史塔里希：花腔女高音（coloratura soprano）
- 科特·巴錫克（Кот Барсик，「科特」在俄語是「貓」的意思）：在2015年12月進行的市長選舉的票站調查一直領先的「候選貓」[6][7][8]

## 姐妹城市
- 中华人民共和国白城市
- 中华人民共和国昌吉回族自治州
- 西班牙薩拉戈薩
- 美国弗拉格斯塔夫

## 圖片

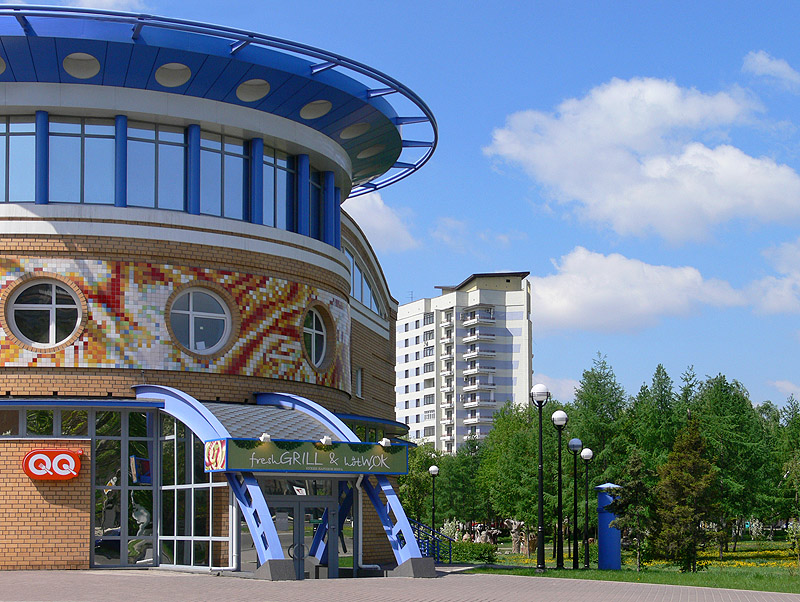
加里宁大道的咖啡館
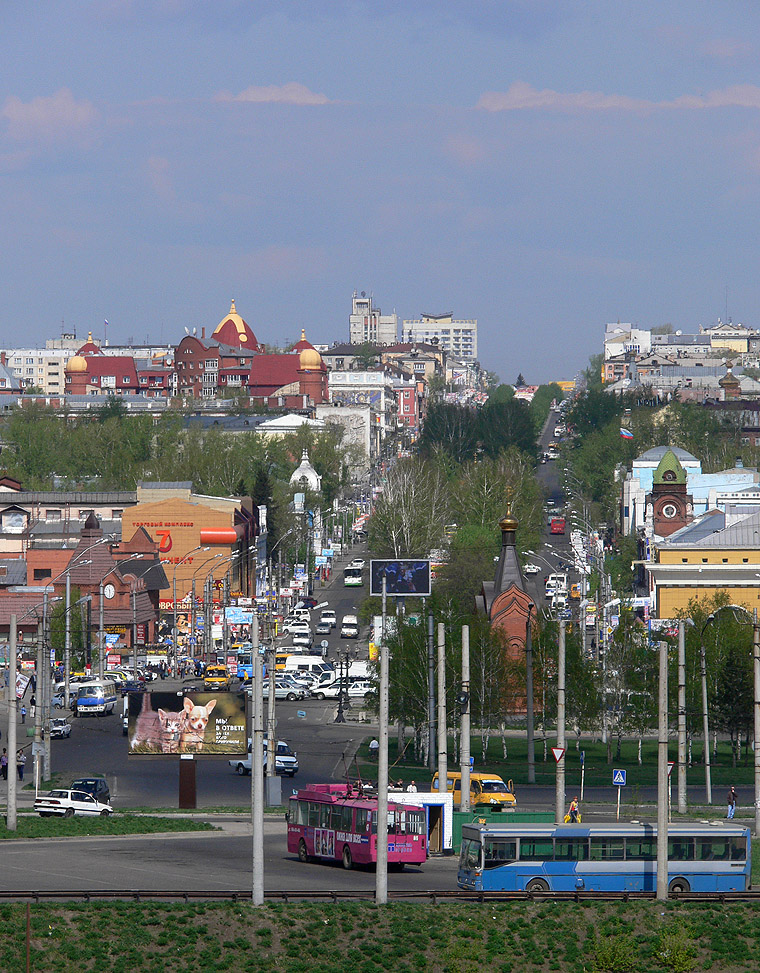
從新鄂畢河橋眺望巴爾瑙爾大街
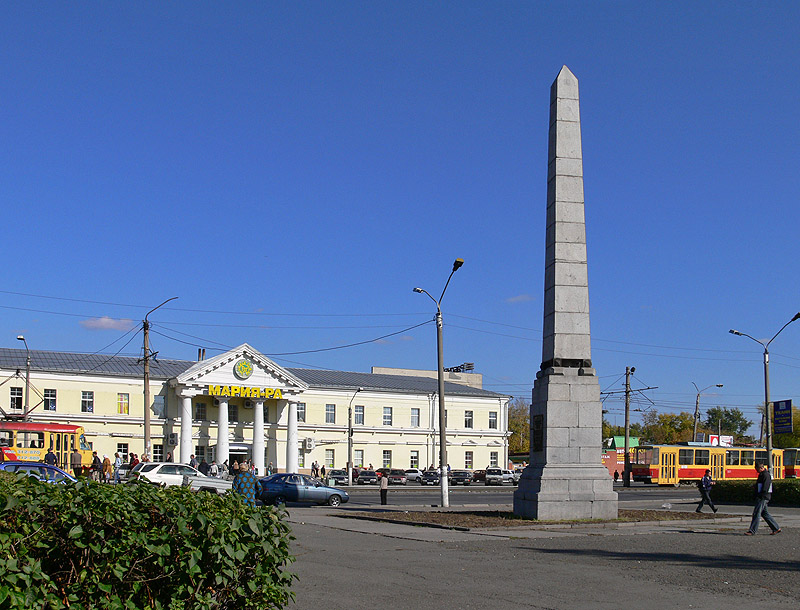
傑米多夫廣場（英语：Demidov Square）的巴爾瑙爾傑米多夫柱（英语：Demidovsky Pillar, Barnaul）
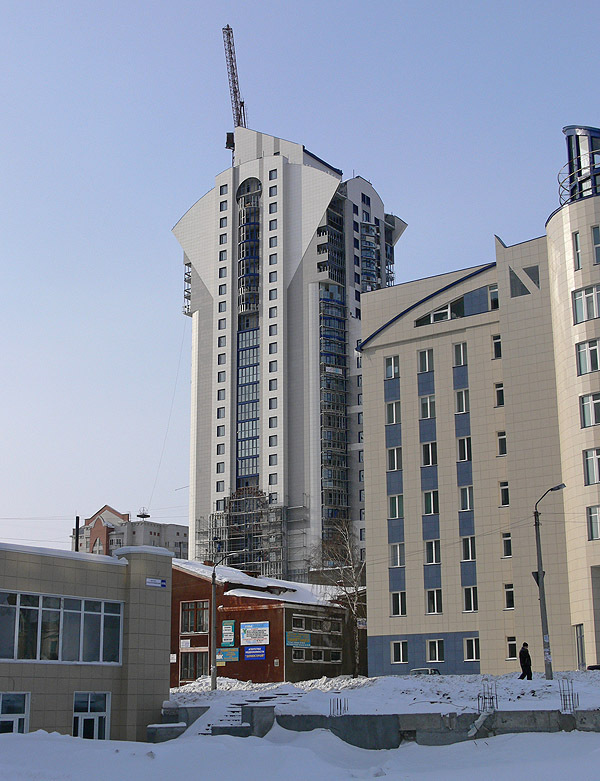
巴爾瑙爾第一棟25層大樓
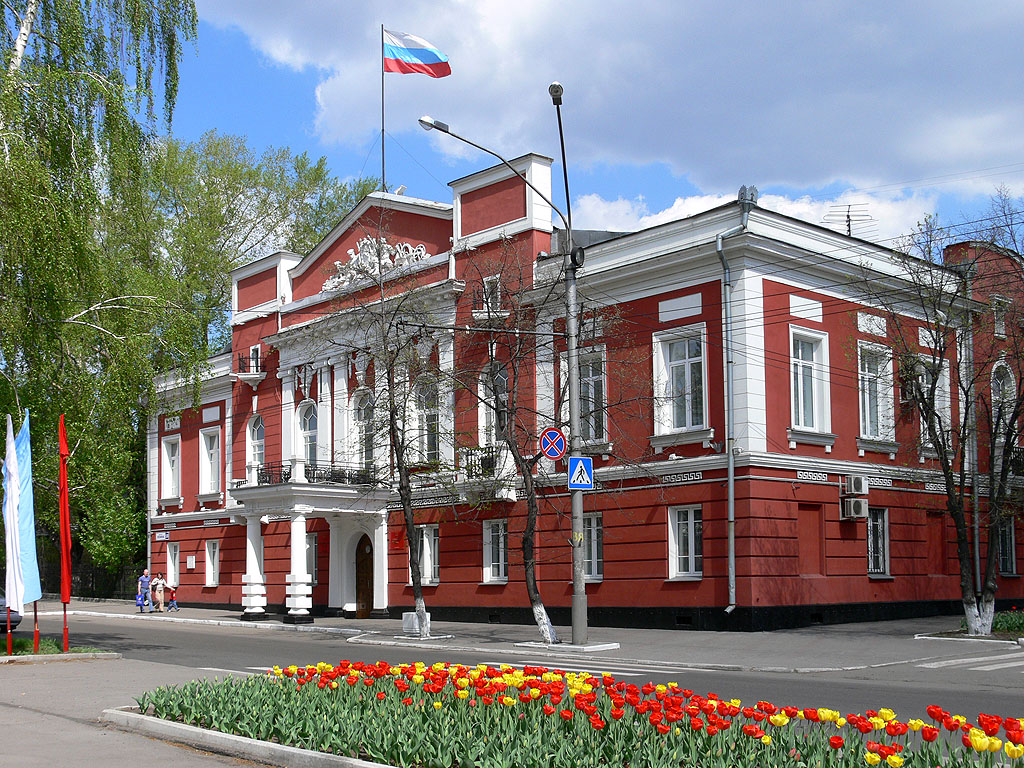
巴爾瑙爾市議會
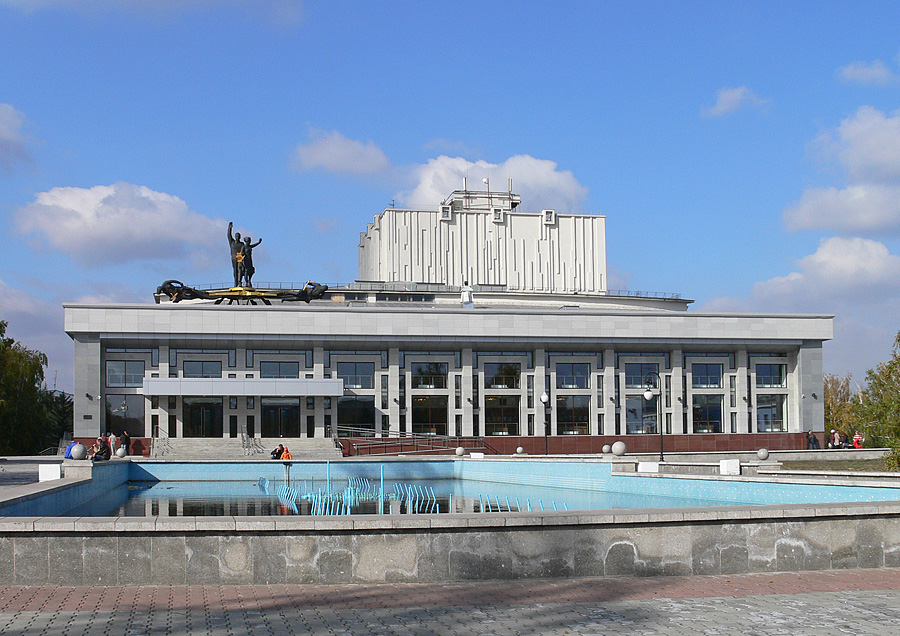
阿爾泰劇院

## 外部連結
- Barnaul.org Official website of Barnaul （页面存档备份，存于）
- GIS-Map of Barnaul
- Weather in Barnaul （页面存档备份，存于）
- Map of Barnaul （页面存档备份，存于）